# Peter Breuer (Bildschnitzer)
Peter Breuer (* um 1472 in Zwickau; † 12. September 1541 ebenda) war ein spätgotischer sächsischer Bildhauer und Bildschnitzer.

## Leben
Peter Breuer begann seine künstlerische Karriere mit der damals üblichen Wanderschaft, während der er Schüler von Tilman Riemenschneider war. In Würzburg und Ulm studierte er die Werke Riemenschneiders und Gregor Erharts. 1502 gründete Breuer in Zwickau als Handwerksmeister eine eigene Werkstatt und erlangte 1504 das Zwickauer Bürgerrecht. Er erhielt ein eigenes Anwesen. Als sein Hauptwerk wird die im gleichen Jahr entstandene Pietà angesehen. Die Plastik befindet sich im Zwickauer Dom St. Marien. Besonders häufig wurden von ihm Mariendarstellungen angefertigt. Viele seiner Zeugnisse kann man heute in den westsächsischen Kirchgemeinden und Museen vorfinden. Sein letztes Altarwerk schuf er 1521 für ein Gotteshaus in Kirchberg. Im Zuge der einsetzenden Reformation blieb Breuer fortan ohne Aufträge. Ähnlich erging es damals auch den meisten anderen Bildschnitzern in den Gebieten des Protestantismus. In den Wirren jener Zeiten kam es zu Radikalisierungen. Nach den Predigten von Friedrich Myconius und Thomas Müntzer ereigneten sich die ersten Bilderstürme in Zwickau. Die sakrale Kunst wurde vernichtet oder zumindest von den Kirchen entfernt. Die Breuer-Werke haben die Bilderstürme dennoch überstehen können, weil sie in kleinen, unbedeutenden und von Ereigniszentren entfernten Orten aufbewahrt wurden. Breuer verstarb letztlich in tiefster Armut.
In vielen Orten Sachsens sind Straßen nach Peter Breuer benannt. Das katholische Peter-Breuer-Gymnasium in Zwickau, das sich in Trägerschaft des Bistums Dresden-Meißen befindet, trägt den Namen des Künstlers.

## Werke

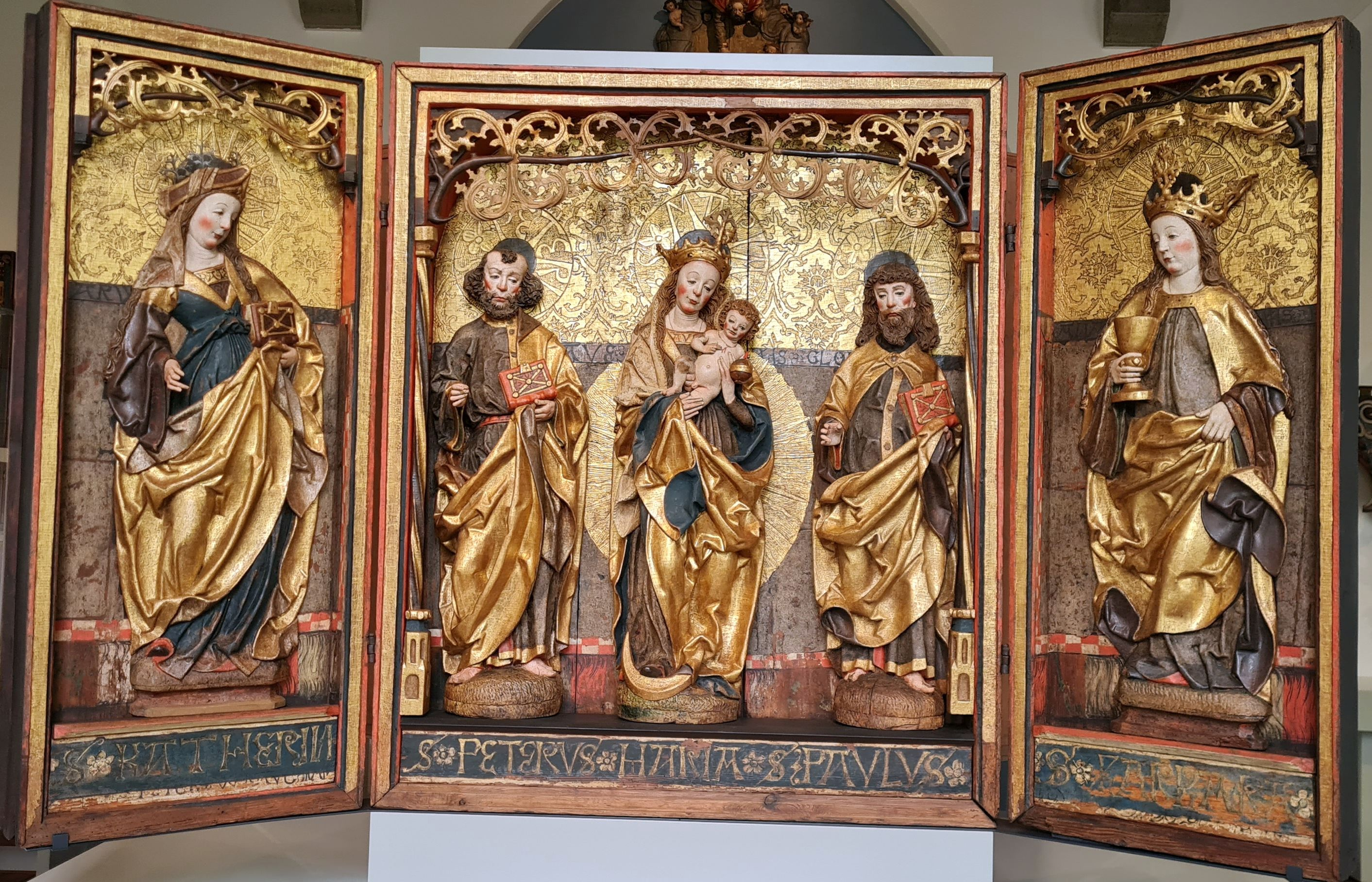
Vielauer Altar, heute in den Kunstsammlungen Zwickau

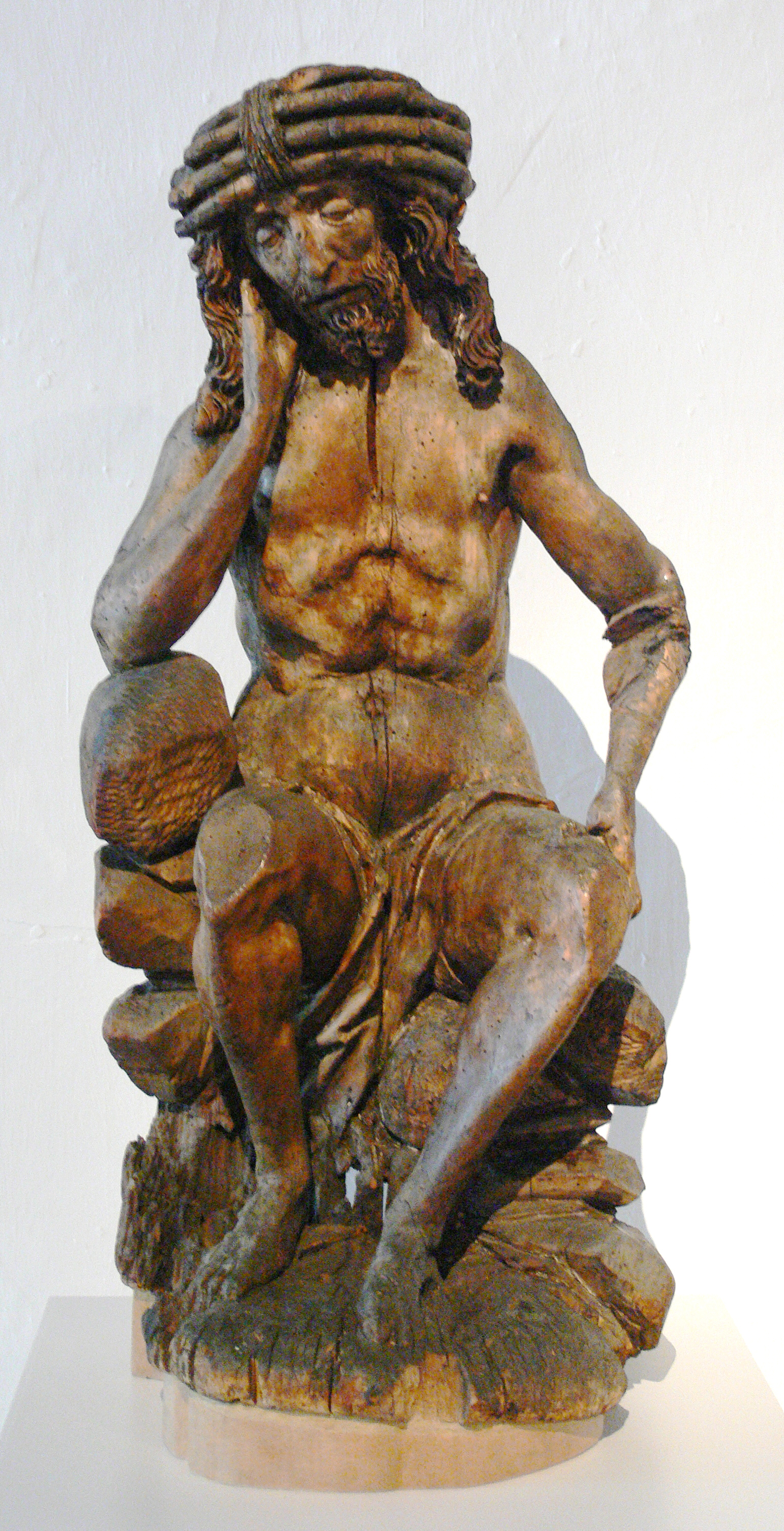
Christus in der Rast, Andachtsbild von Peter Breuer, Skulpturensammlung Dresden (ausgestellt im Schloßbergmuseum Chemnitz)

Breuer schuf neben kompletten Flügelaltären auch Heiligenbilder und -figuren.
Ein frühes Hauptwerk ist die Beweinung Christi (um 1502), die in der St.-Marien-Kirche Zwickau zu sehen ist. Weitere Werke sind beispielsweise:
- Hl. Georg, Figur einer Altarbekrönung vermutlich aus Neukirchen an der Pleiße bei Zwickau, um 1489 (heute Skulpturensammlung Dresden, ausgestellt im Schloßbergmuseum Chemnitz)
- Kirchenaltar in der Dorfkirche Steinsdorf (Plauen), 1497
- Christus in der Rast, vermutlich Zwickau, Anfang 16. Jahrhundert (heute Skulpturensammlung Dresden, ausgestellt im Schloßbergmuseum Chemnitz)
- Hl. Christophorus und Johannes der Täufer, Annenaltar aus Gersdorf bei Lugau, 1506 (heute Skulpturensammlung Dresden, ausgestellt im Schloßbergmuseum Chemnitz)
- Sog. Zwickauer Altar aus der ehemaligen Nikolaikirche in Zwickau, um 1500 (heute im GRASSI Museum für Angewandte Kunst in Leipzig)
- Christus in der Rast (heute Stadt- und Bergbaumuseum Freiberg)
- Kreuzigungsgruppe der Johanniskirche in Chemnitz
- Altar von Hirschfeld, um 1500, (heute Orangerie in Gera)
- Söllmnitzer Altar (Stadtmuseum Gera)
- Altar der Kirche St. Laurentius in Culitzsch
- Altar in der Salvatorkirche in Weißbach
- Altar in der Kirche „Zu den drei Marien“ in Wildenfels (OT Härtensdorf)
- Fünf Figuren in der St.-Rochus-Kirche in Wildenfels (OT Schönau)
- Altarfiguren, datiert auf 1511/1512, in der Kirche in Hartmannsdorf bei Kirchberg
- außerordentlich gut erhaltener Flügelaltar in Pfarrkirche Hartha-Nauhain (1504)
- Altar der Himmelfahrtskirche in Cranzahl
- Flügelaltar (datiert 1512), fast vollständig erhalten, in der St.-Jacobus-Kirche Mülsen St. Jacob[4]
- Flügelaltar in der Kapelle Lichtentanne, ca. 1506 (ehemaliger Standort: Kirche St. Barbara Lichtentanne)
- Flügelaltar in der Kirche Ursprung von 1513
- Flügelaltar in der Kirche Leukersdorf von 1519
- Flügelaltar mit Predella in Erlbach-Kirchberg (Kirche in Kirchberg) von 1521 (letzter Breueraltar) derzeit im Stadt- und Bergbaumuseum in Freiberg
- Lößnitz: Stadtkirche: Figur „Christus mit der Siegesfahne“ (um 1505)
- Thurm: Kirche, Flügelaltar (datiert 1508)
- Grumbach bei Waldenburg: Kruzifix (um 1510) in der Kirche
- Sog. Callenberger Altar, datiert 1512/1513 (heute im GRASSI Museum für Angewandte Kunst in Leipzig). Zwei höchstwahrscheinlich aus dem Gesprenge des Altars stammende Figuren, ein segnender Gottvater und ein Christus als Schmerzensmann, befinden sich im Eigentum der Kirchgemeinde Callenberg.
- Bernsdorf bei Lichtenstein/Sa.: Kruzifix (um 1515/1520) in der Kirche
- Mülsen St. Micheln: Figur Heiliger Michael in der Kirche
- Teile eines Flügelaltars in der St.-Petri-Kirche Rodewisch von 1516/17[5]

Mehrere Exponate von Peter Breuer sind im Stadtmuseum von Zwickau zu sehen. Etliche Werke Peter Breuers haben sich in den ehemals Schönburgischen Herrschaften erhalten. Die Kunstsammlung des Altenburger Kunstsammlers Hans Löbe (1870–1947) enthielt bedeutende Werke von Peter Breuer. Als Hans Löbe Teile seiner Sammlung an verschiedene Museen verkaufte, gelangten 1937 einige Objekte in den Besitz des Museums und der Kunstsammlung Schloss Hinterglauchau.